# Mera (Arcàdia)
Mera (grec antic: Μαῖρα) era una antiga ciutat d'Arcàdia. Hi havia la tradició que en aquell lloc hi havia la tomba de Mera, filla o descendent d'Atles, segons el mite, encara que una tradició diferent deia que Mera, filla d'Atles, havia estat enterrada a Tègea.
Pausànias situa la ciutat de Mera al camí que anava de Mantinea a Orcomen, i diu que les seves ruïnes eren a seixanta estadis de les ruïnes de Ptolis, que era el lloc original on s'havia construït Mantinea.